# ATC-kod N04: Medel vid parkinsonism
ATC-kod N04: Medel vid parkinsonism är en del av klassificeringssystemet ATC (Anatomical Therapeutic Chemical Classification System) för läkemedel och vissa andra medicinska produkter. ATC utvecklas av WHO och består av alfanumeriska koder indelade i grupper utifrån anatomi, medicinsk funktion och läkemedelstyp på 5 olika kodnivåer. Denna sida utgör innehållet i en specifik grupp på nivå 2.

## N04AAntikolinergika

### N04AA Antikolinergika, tertiäraaminer
N04AA01 Trihexyfenidyl
N04AA02 Biperiden
N04AA03 Metixen
N04AA04 Procyklidin
N04AA05 Profenamin
N04AA08 Dexetimid
N04AA09 Fenglutarimid
N04AA10 Mazatikol
N04AA11 Bornaprin
N04AA12 Tropatepin

### N04AB Antikolinergika, kemiskt närståendeantihistaminer
N04AB01 Etanautin
N04AB02 Orfenadrin

### N04AC Antikolinergika,etraravtropin
N04AC01 Bensatropin
N04AC30 Etybensatropin

## N04BDopaminergamedel

### N04BADopa, inkl kombinationer meddekarboxylashämmare
N04BA01 Levodopa
N04BA02 Levodopa och dekarboxylashämmare
N04BA03 Levodopa, decarboxylashämmare och COMT-hämmare
N04BA04 Melevodopa
N04BA05 Melevodopa och dekarboxylashämmare
N04BA06 Etilevodopa och dekarboxylashämmare

### N04BBAdamantanderivat
N04BB01 Amantadin

### N04BCDopaminagonister
N04BC01 Bromokriptin
N04BC02 Pergolid
N04BC03 Dihydroergokryptinmesylat
N04BC04 Ropinirol
N04BC05 Pramipexol
N04BC06 Kabergolin
N04BC07 Apomorfin
N04BC09 Rotigotin

### N04BDMAO-B-hämmare
N04BD01 Selegilin
N04BD02 Rasagilin

### N04BX Övriga medel meddopamineffekt
N04BX01 Tolkapon
N04BX02 Etakapon
N04BX03 Budipin

### Engelska
- WHO Collaborating Centre for Drug Statistics Methodology - ATC Index
- WHO Collaborating Centre for Drug Statistics Methodology - ATCvet Index

### Svenska
- SIL online
- FASS.se - ATC
- FASS.se - Veterinär-ATC
- Sök läkemedelsfakta - Läkemedelsverket
- Socialstyrelsen : Klassifikationer
- Nationellt produktregister för läkemedel - NPL